# Reinhard Bottländer
Reinhard Bottländer (* 25. März 1948 in Gerthe, Stadt Bochum) ist ein deutscher Schriftsteller. Er schreibt Kinder- und Jugendbücher, Gedichte, Erzählungen und Romane.

## Leben

### Herkunft und Ausbildung
Reinhard Bottländer wuchs in einer Bergarbeiterfamilie auf. Er besuchte bis 1962 die evangelische Volksschule in Gerthe und begann anschließend eine Lehre als Betriebsschlosser.

### Persönliches
Bottländer lebt heute abwechselnd im Ruhrgebiet und in Österreich.

## Wirken

### Polizeidienst
1965 trat er in den Dienst der Polizei des Landes Nordrhein-Westfalen ein. 1972 wechselte er in den Kriminaldienst. Er erwarb das Fachabitur für Wirtschaft, studierte an der Fachhochschule für öffentliche Verwaltung in Dortmund Diplom-Verwaltungswirt (FH) und wurde 1983 Kriminalkommissar und später Kriminalhauptkommissar. Reinhard Bottländer arbeitete in verschiedenen Kommissariaten vor allem in der Fahndungsabteilung und in verschiedenen Mordkommissionen. 1994 berief man ihn in die Führungsstelle der Polizeiinspektion Bochum-Mitte.
Im Dezember 2000 schied er wegen einer schweren Krankheit vorzeitig aus dem Polizeidienst aus.

### Schriftsteller
Bereits in den 80er Jahren war Reinhard Bottländer als Kinder- und Jugendbuchautor tätig, schrieb Geschichten für Anthologien, Zeitungen, Zeitschriften und den Hörfunk. Einige Texte wurden auch in Schullesebüchern abgedruckt.

## Mitgliedschaften
Reinhard Bottländer ist Mitglied im Verband deutscher Schriftsteller (VS), in der Autorengruppe deutschsprachiger Kriminalliteratur (Das Syndikat) und im Friedrich-Bödecker-Kreis NRW.

## Preise und Auszeichnungen
- 1980 erhielt er für seine schriftstellerische Arbeit ein Literatur-Arbeitsstipendium des Landes NRW.

## Werke (Auswahl)
- Das As der Rasselbande – Kinderbuch-, Engelbert Verlag, Balve, 1978
- Wissen sie, was sie tun? – Kriminalerzählungen - - Jugendbuch –, Georg Bitter Verlag, Recklinghausen, 1979
- Das Ass der Rasselbande und die große Chance – Kinderbuch-, Engelbert Verlag, Balve, 1980
- (mit Volker W. Degener) Mit Blaulicht und Martinshorn – Jugendbuch –, Engelbert Verlag, Balve, 1981
- Polli, Pauly und Polizeihund Karo – Kinderbuch-, Engelbert Verlag, Balve, 1981
- (mit Volker W. Degener) Gefährliche Kundschaft – Polizeigeschichten -- Jugendbuch –, Engelbert Verlag, Balve, 1982
- Konrad – Die lange Flucht – Jugendbuch –, Georg Bitter Verlag, Recklinghausen, 1982
- Die abenteuerliche Reise zur Schokoladeninsel – Kinderbuch-, Engelbert Verlag, Balve, 1986
- (mit Klaus W. Hoffmann) Das Geheimnis der Feme – Kinderbuch –, Tapir Verlag, Dortmund, 1988
- Das Geheimnis der Höhle – Kinderbuch –, Herder Verlag, Freiburg, Basel, Wien, 1988
- Mord im Sumpf – Kriminalroman –, Schardt Verlag, Oldenburg, 2007
- Ene – mene – muh ... und tot bist du! – Kriminalroman –, Schardt Verlag, Oldenburg, 2008
- Balkan Connection – Die Spur führt nach Feldkirchen – Kriminalroman –, Schardt Verlag, Oldenburg, 2009
- Purpur – Kriminalroman –, Schardt Verlag, Oldenburg, 2011
- (mit Karin Bottländer) Massimo – Eine Pferdegeschichte – Roman –, Tierbuchverlag Irene Hohe, 2018 ISBN 978-3-944464-70-1
- Infam – und tödlich – Wahre Kriminalerzählungen –, Brockmeyer Verlag, Bochum 2014, ISBN 978-3-8196-0944-2
- (mit Karin Bottländer) Massimo – Turbulente Zeiten – Roman –, Tierbuchverlag Irene Hohe, 2018, ISBN 978-3-944464-72-5
- Mach’s gut, Andy -Die Geschichte einer großen Freundschaft – Roman-, Amazon, 2020, ISBN 978-1-9734-0959-5

### Anthologiebeiträge für
- Jo Pestum (Hrsg.): Das große Zittern. Kriminalgeschichten. Schaffstein Verlag, Dortmund 1979, ISBN 3-588-00013-5.
- Horst Dieter Gölzenleuchter (Hrsg.): Nicht mit den Wölfen heulen. Ein literarisches Bilderbuch. Edition Wort & Bild, Bochum, 1979.
- Volker W. Degener (Hrsg.): Sie schreiben in Bochum. Bio-bibliographische Daten, Fotos und Texte von 23 Autoren. Duisburg 1980, ISBN 3-921104-63-7.
- Walter Köpping (Hrsg.): 100 Jahre Bergarbeiterdichtung. Asso-Verlag, Oberhausen 1984, ISBN 3-921541-48-4.
- Inge Meidinger-Geise (Hrsg.): Europäische Begegnungen in Lyrik und Prosa. Ein Lesebuch der europäischen Autorenvereinigung „Die Kogge“. Davids, Göttingen 1984, ISBN 3-921860-20-2.
- Hans Schulz-Fielbrandt (Hrsg.): Advent, Weihnachten, Jahreswende. Türmer-Verlag, Berg 1984, ISBN 3-87829-085-3.
- Günter Lange (Hrsg.): Ein völlig klarer Fall und neun andere moderne Jugendkrimis. Klett, Stuttgart 1984, ISBN 3-12-261340-9.
- Gernot Burgeleit (Hrsg.): Zeitstimmen. Rückschau, Umschau, Ausschau. Von der Linnepe, Hagen 1986, ISBN 3-921297-65-6.
- Christa L. Cordes (Hrsg.): Die Superrutsche und andere Miteinander-Geschichten. Herder, Freiburg/B. 1987, ISBN 3-451-20873-3.
- Christa L. Cordes (Hrsg.): Augenblicke der Entscheidung. Bekannte Autoren erzählen. Herder, Freiburg/B. 1986, ISBN 3-451-20516-5.
- Matthias Engels, Thomas Kade, Thorsten Trelenberg (Hrsg.) Die Zeche zahlen, Verlag Dortmunder Buch, 2019, ISBN 978-3-945238-35-6